# KYO (バンド)
KYO（キョー）はフランスで結成された4人組ロックバンド。

## メンバー
- ブノワ ポエ (Benoît Poher) / ボーカル、ベース
- フローリアン デュボ (Florian Dubos) / ギター、ボーカル
コーラスとボーカルを300lesionsから3曲、le cheminから1曲
- ニコラ シャサニュ (Nicolas Chassagne) / ギター
- ファビアン デュボ (Fabien Dubos) / ドラム

## 概要
パリ郊外の市内の高校でデュボ兄弟がニコラとフローリアンと出会いバンドを結成。Nirvana, Soundgarden, Radiohead, Pearl Jam などの共通のファンであり意気投合し、また日本の漫画好きでもあったため、草薙京（ザ・キング・オブ・ファイターズ）をオマージュしKYOと命名。4人は学校のコンサート活動、年度終わりのパーティーなどから始め、パリ周辺のステージ活動を開始したが当時はまだ人気は無かった。1997年にアコースティック・エレキ混在の音楽祭の際に、後のマネージャーとなるイヴミシェル・アクルと出会い、Sonyミュージックと契約。ちなみに契約サインをする際に、Sonyミュージックの事務所で1曲ライブを行った。ブノワは物忘れが多く、Sonyの事務所に契約書を忘れて帰ったという。その後、David Hallydayのライブでは前座を務め、また彼のPVのバックバンドを担当するなど周囲に知られていくようになる。同時に最初の楽曲を書き始めた。そのタイトル、il est tempsという曲は未発売である。その後、Jive/Zomba Franceとの契約を交え、2000年に彼らのグループ名をタイトルとしたアルバムを発売。 これは40,000枚だけの販売に終わった。
2003年1月7日に、女性シンガーSitaとのデュオでこのグループを成功に導いたLe cheminを含む2枚目のアルバムLe cheminをリリース（他にles chansons Dernière danse, Je cours, Tout envoyer en l'air 、 Je saigne encoreが含まれる）。このアルバムはミリオンヒットとなりその次のツアーは成功した。2004年2月にはこのツアーのDVD、Kyosphèreを発売。また2004年12月にアルバム300 lésionsを発売し50万枚を売り上げた。2005年、Sita、 Jenifer、 Johnny Hallyday (Ma religion dans son regard)等の他のアーティストの為にミュージカル（太陽王）の歌を書いた。2005年終わりには300 lésionsツアーの後に、2008年に出す4枚目のアルバムまで活動停止する事を発表し、ソロ活動を開始。解散の噂があったが、バンドはただの活動停止と否定した。2006年、ファイトエイズモナコのL'or de nos viesの作曲と出演を行った。
ブノワはThierry Amiel のl'amour en faceへの作曲やEmmanuel Moire のle sourireの作曲を行う。同時に、Emma Daumasのセカンドアルバムのため、Regarde-nousという楽曲の共作を行った。2007年、メンバーはそれぞれのソロ活動を2008年発売予定の新しいアルバムのための結成の前に、バンドの新しいスタジオにて行った。ブノワとフローリアンはWatchaのギタリスト　フレッド、Pleymoのベーシスト　ブノワとVegastarの旧ドラマー　ジョセリンと共に新しいバンド、Empyrを結成し、最初のアルバムThe Peaceful Riotを2008年5月12日に発売。ファビアンは新しい混合スタイルバンド（ヒップホップ、リズム&ブルース、ポップロック）Crew-Zヴノン、スィーク、パトリシオと共に結成しボーカルを担当。楽曲La faille は彼らの曲である。 
ブノワとフローリアンのインタビューの中で、2011年に4枚目のアルバムのため、4月に発売したEmpyrのセカンドアルバムUnicornの後にKYOの活動再開する事を宣言。 公式サイトでは、活動再開時期は2012年10月のツアー終了後とアナウンスしている。